# Ivan Brnić
Ivan Brnić, né le 23 août 2001 à Split en Croatie, est un footballeur croate qui joue au poste d'ailier gauche à l'İstanbul Başakşehir.

## Biographie

### En club
Né à Split en Croatie, Ivan Brnić commence le football avec le HNK Zmaj Makarska (en), avant d'être formé par le Hajduk Split. Il fait sa première apparition en équipe première le 5 juin 2020, en entrant en jeu à la place de Josip Juranović lors d'une rencontre de championnat face au NK Inter Zaprešić. Il se fait remarquer en étant l'auteur de la passe décisive sur le but vainqueur de son équipe (2-1 score final),.
Le 18 juin 2022, Ivan Brnić signe avec le NK Maribor. Il signe un contrat de trois ans, soit jusqu'en juin 2025, avec le champion de Slovénie.
Pour son premier match sous ses nouvelles couleurs, Brnić découvre la Ligue des champions, le 6 juillet 2022 face au Chakhtior Salihorsk (0-0 score final). Il inscrit son premier but le 23 juillet suivant, lors d'une rencontre de championnat contre le ND Gorica (3-2 score final).
Le 18 août 2023, Ivan Brnić rejoint la Grèce afin de s'engager en faveur de l'Olympiakos,.

### En sélection
Avec l'équipe de Croatie des moins de 19 ans, Ivan Brnić marque un total de cinq buts en six matchs, entre 2019 et 2020.